# Муніре Халілова
Муніре Халі́лова (крим. Münire Halilova, нар. 4 січня 1945 року) — кримськотатарська активістка, учасниця кримськотатарського національного руху, одна з наймолодших учасниць процесу над «Ташкентською десяткою» 1969 року. Після повернення в Крим у 1990 році активно долучалася до боротьби за права депортованих кримських татар, які поверталися додому, а також брала участь у патріотичних мітингах і пікетах.

## Біографія

### Ранні роки
Муніре Халілова народилася 4 січня 1945 року в місцях спецпоселень у Пермській області, де спочатку жила її родина після того, як була депортована. Потім вони перебралися в місто Бекабад в Узбекистані.
1966 року Муніре закінчила медичне училище й переїхала до Чирчика, де влаштувалася на роботу акушеркою. Тоді ж познайомилася з Джеббаром Акімовим та Муарремом Мартиновим, провідними учасниками кримськотатарського національного руху. Разом із ними Халілова їздила різними районами Узбекистану й поширювала інформацію щодо кримськотатарської проблематики.
У травні 1968 року, незабаром після ухвалення Указу від 5 вересня 1967 року, який не дав кримським татарам права на повернення на батьківщину, Муніре разом з однодумцями, отримавши мандат активістки національного руху, поїхала до Москви. Там Халілова пробула три місяці: її соратники складали інформацію щодо становища депортованого кримськотатарського народу, а Муніре — її перевіряла. Цю інформацію згодом розповсюджували урядовими установами та різними організаціями, заходили в редакції газет тощо.

### Арешт, суд і звільнення
Незабаром після повернення до Чирчика, Муніре Халілову арештували, коли вона була на роботі, і відвезли до Комітету державної безпеки в Ташкенті, де їй показали санкцію на арешт. Так Муніре опинилася у в'язниці КДБ, де провела два місяці в одиночній камері. У сусідніх камерах у той час перебували її соратники з національного руху — Айдер Барієв, Ізет Хаїров, Світлана Аметова.

Після місяців допитів розпочався суд. З 1 липня до 5 серпня 1969 року в будівлі Ташкентського міського суду проходив «багатофігурний» процес кримських татар, що увійшов до історіографії як «Ташкентська десятка». Десять підсудних — Роллан Кадиєв, Ісмаїл Язиджієв, Руслан Емінов, Світлана Аметова, Ізет Хаіров, Айдер Барієв, Муніре Халілова, Рідван Гафаров, Решат Байрамов, Різа Умеров — звинуватили в тому, що вони:
«включилися в активну діяльність з вирішення так званого кримськотатарського питання. Зазначені особи тривалий час займалися виготовленням і розповсюдженням різного роду документів, які містять завідомо неправдиві вигадки, які порочать радянський державний і суспільний лад, збором підписів під цими документами, проведенням нелегальних зборищ».
5 серпня 1969 року Судова колегія у кримінальних справах Верховного Суду Узбецької РСР, визнавши всіх підсудних винними за пред'явленими ним статтями 190-1 КК РРФСР та аналогічним республіканським кодексам України і Таджикистану, засудила інших учасників до термінів від півтора року до року у виправно-трудовій колонії загального режиму, а Муніре Халілову та Світлану Аметову — до десяти місяців позбавлення волі. Після суду жінок звільнили, оскільки час, проведений під слідством, зарахували як відбуте покарання.
Після цього Халіловій довелося залишити колишню роботу переїхати до Анапи, оскільки вона стала «політично неблагонадійною» і працювати за фахом її не приймали. Через деякий час вона повернулася до Узбекистану, в Ангрен, одружилася, народила трьох дітей.

### Повернення в Крим
З початком перебудови розпочався масовий процес повернення кримських татар до Криму. У цей період Муніре Халілова разом із 13-річним сином прибула до Криму, ухваливши рішення залишитися там до остаточного закріплення права на земельну ділянку, яку було важко отримати. У 1990 році вона остаточно переїхала до Криму разом із родиною. Протягом багатьох років тривало самостійне будівництво житла в місті Судак — на землі, де мешкали її предки.
Від моменту повернення і до 1 лютого 2015 року Халілова працювала акушеркою в місцевому пологовому будинку. Також активно долучалася до боротьби за права депортованих кримських татар, які поверталися додому, брала участь у патріотичних мітингах і пікетах.
2018 року була присутня на конференції «Жінки Кримської революції (1960—1990)» (крим. «Kırım Mücadelesinin Kadınları (1960—1990)»), організованій Кримським фондом.